# ジェームス・デゲール
ジェームス・デゲール（James DeGale, 1986年2月3日 - ）は、イングランド・ロンドン出身の元プロボクサー。元国際ボクシング連盟 (IBF) 世界スーパーミドル級王者。北京オリンピックミドル級金メダリスト。フランク・ウォーレンが率いるクイーンズベリー・プロモーションズと契約していた。

## 経歴

### アマチュア時代
10歳でボクシングを始めた。2006年3月、メルボルンで開催されたコモンウェルスゲームズにミドル級 (75 kg) で出場し、準決勝でジャロッド・フレッチャーに敗れたが、銅メダルを獲得した。
2008年8月、北京で開催された北京オリンピックにミドル級 (75 kg) で出場し、金メダルを獲得した。

### プロ時代
2008年12月2日、クイーンズベリー・プロモーションズと契約した。
2009年2月28日、バーミンガムのナショナル・インドア・アリーナでプロデビュー戦を行い、4回判定勝ちを収めた。
2010年5月15日、ロンドンのアップトン・パークでサム・ホートンと世界ボクシング協会 (WBA) インターナショナルスーパーミドル級王座決定戦を行い、5回2分6秒TKO勝ちを収め王座獲得に成功した。
2010年9月18日、バーミンガムのリゾーツ・ワールド・アリーナでカール・ディルクスと対戦し、初回2分54秒TKO勝ちを収めWBAインターナショナル王座の初防衛に成功した。
2010年12月11日、リヴァプールのM&S・バンク・アリーナで英国ボクシング管理委員会 (BBBofC) 英国スーパーミドル級王者ポール・スミスと対戦し、9回2分8秒TKO勝ちを収め王座獲得に成功した。
2011年5月21日、ロンドンのO2アリーナでコモンウェルスイギリス連邦スーパーミドル級王者ジョージ・グローブスと対戦し、プロ初黒星となる12回0-2（115-115、2者が114-115）の判定負けを喫しBBBofC王座の初防衛、コモンウェルス王座獲得に失敗した。
2011年10月15日、M&S・バンク・アリーナでヨーロッパボクシング連合 (EBU) 欧州スーパーミドル級王者で世界ボクシング機構 (WBO) インターコンチネンタルスーパーミドル級王者のピオトル・ウィルチェウスキと対戦し、12回2-0（2者が115-113、114-114）の判定勝ちを収めEBU王座の獲得、WBOインターコンチネンタル王座の獲得にそれぞれ成功した。
2012年4月21日、フレゼリクスハウンのアレーナ・ノルトでクリスチャン・サナビアと対戦し、4回2分58秒TKO勝ちを収めEBU王座の初防衛に成功した。
2012年10月13日、グリーンヒザのブルーウォーターでハディラ・モホマディと対戦し、12回3-0（116-112、119-109、117-111）の判定勝ちを収めEBU王座の2度目の防衛に成功した。
2012年12月8日、キングストン・アポン・ハルのKCスタジアムでフルヘンシオ・スニガと世界ボクシング評議会 (WBC) 世界スーパーミドル級シルバー王座決定戦を行い、12回3-0（3者ともに118-109）の判定勝ちを収め王座獲得に成功した。
2013年6月8日、ブルーウォーターでステパン・ボジッチと対戦し、ボジッチが4回終了時に棄権したため初防衛に成功した。
2013年11月16日、ブルーウォーターでダイアー・デイビスと対戦し、12回3-0（3者ともに118-110）の判定勝ちを収め2度目の防衛に成功した。
2014年3月1日、ブリストルでゲボルグ・カーチキアンと対戦し、11回2分58秒TKO勝ちを収め3度目の防衛に成功した。

#### TGBプロモーションズ所属時
2015年5月23日、アメリカ・ボストンのアガニス・アリーナでアンドレ・ディレルとIBF世界スーパーミドル級王座決定戦を行い、2度のダウンを奪うなどの活躍で12回3-0（2者が114-112、117-109）の判定勝ちを収め王座獲得に成功した。
2015年7月10日、有力ボクシングマネージャーのアル・ヘイモンと契約した。
2015年11月28日、カナダのケベック・シティーのセンター・ビデオトロンにて元IBF世界スーパーミドル級王者でIBF世界スーパーミドル級9位のルシアン・ブーテと対戦し、12回3-0（2者が117-111、116-111）の判定勝ちを収め、初防衛に成功した。
2016年4月30日、ワシントンD.C.のDCアーモリーでバドゥ・ジャック対ルシアン・ブーテの前座でIBF世界スーパーミドル級4位のロゲリオ・メディナと対戦し、12回3-0（116-112、115-113、117-111）の判定勝ちを収め2度目の防衛に成功し、2016年年末に行われる予定のWBC世界スーパーミドル級王者バドゥ・ジャックとの王座統一戦に前進した。
2017年1月14日、ニューヨークのバークレイズ・センターでWBC世界スーパーミドル級王者のジャックと王座統一戦を行い、12回1-0（114-112、2者が113-113）の判定で引き分けたため、IBF王座の3度目防衛には成功したものの、WBC王座の獲得には失敗した。この試合でデゲールは75万ドル（約8600万円）、ジャックは70万ドル（約8000万円）のファイトマネーを稼いだ。
2017年6月8日、肩の手術を受けた。
2017年12月9日、ロンドンのカッパー・ボックスでIBF世界スーパーミドル級15位のカレブ・トルアックスと対戦し、12回0-2（112-115、112-116、114-114）の判定負けを喫し4度目の防衛に失敗、王座から陥落した。
2018年4月7日、ザ・ジョイントでトルアックスと4か月振りの再戦となるダイレクトリマッチを行い、12回3-0（2者が114-113、117-110）の判定勝ちを収め王座返り咲きに成功した。
2018年7月4日、IBF世界スーパーミドル級王座を返上した。暫定王者のホセ・ウスカテギとの団体内統一戦の入札が翌日に迫っていた。

#### クイーンズベリー復帰・引退
2019年2月23日、O2アリーナでクリス・ユーバンク・ジュニアとIBO世界スーパーミドル級王座決定戦を行い、12回0-3（112-114、112-115、109-117）の判定負けを喫し王座獲得に失敗した。2月28日、現役引退を発表した。

## 獲得タイトル
- WBAインターナショナルスーパーミドル級王座
- BBBofC英国スーパーミドル級王座
- EBU欧州スーパーミドル級王座
- WBOインターコンチネンタルスーパーミドル級王座
- WBC世界スーパーミドル級シルバー王座
- IBF世界スーパーミドル級王座（防衛3）
- IBF世界スーパーミドル級王座（2期目：防衛0＝返上）